# Rockin' Years
"Rockin' Years" är en sång skriven av Floyd Parton och släppt på singel 1991 av countryartisterna Dolly Parton och Ricky Van Shelton. Den var första singel ut från både Dolly Partons album Eagle When She Flies 1991 och Ricky Van Sheltons album Backroads 1991, och låten toppade Billboard Hot Country Singles & Tracks (numera Hot Country Songs), vilket gav Dolly Parton hennes 23:e etta, och Ricky Van Shelton hans åttonde etta.

## Handling
Sången är en countryvalslåt i två midtempo där en man och en kvinna låvar att älska varandra ända till deras "rockin' years" (gungande år"), det vill säga när de blir gamla och sitter i gungstolar tillsammans.

## Listplaceringar
| Lista (1991)                                       | Topplacering |
| -------------------------------------------------- | ------------ |
| Amerikanska Billboard Hot Country Singles & Tracks | 1            |
| Kanadensiska RPM Country Tracks                    | 1            |

## Andra inspelningar
George Jones spelade in en version av sången med Dolly Parton på hans album Burn Your Playhouse Down - The Unreleased Duets 2008.